# Colectivo Andaluz Contra el Maltrato Animal
El Colectivo Andaluz Contra el Maltrato Animal (CACMA) es una asociación fundada en enero de 2007 cuyo fin es aunar esfuerzos y criterios entre las asociaciones protectoras de animales y plantas de la comunidad autónoma de Andalucía (España). 
Pertenecen al colectivo un total de 32 asociaciones a nivel nacional y cuenta con una red de activistas por toda Andalucía. CACMA organiza conferencias sobre maltrato animal, veganismo o cuidado medio ambiental y denuncia el maltrato animal o la invasión urbanística, entre otras acciones. Además, apoya manifestaciones organizadas por otras asociaciones y ofrece asistencia para la creación de nuevas asociaciones.
Las campañas más notables de CACMA han sido contra la instalación de circos con animales y la organización de un boicot contra las empresas que subvencionan la tauromaquia.
Forma parte de la Plataforma por una Educación en la NO Violencia y desde el año 2009 de WSPA (World Society for the Protection of Animals).

## Objetivos
1. Concienciar y avanzar en el respeto y la protección hacía los animales y el medio ambiente.
2. La defensa de todos los animales empleando todos los medios que para ello permita la Ley, y la concienciación ciudadana en la erradicación de las tradiciones en las que el maltrato animal esté presente.
3. Realizar campañas de concienciación de todo tipo, así como denuncias y cualquier actividad que, respetuosa con el ordenamiento legal, sirva a estos fines.
4. La promoción de Protectoras de Animales en toda la geografía andaluza, así como instar a los Ayuntamientos a la obligación de estos de subvencionar con terrenos y económicamente la manutención de los mismos, con partidas presupuestarias para tal fin.
5. La defensa y protección del hábitat terrestre y marino de Andalucía, al ser estos los espacios de defensa de los seres vivos y la biosfera.
5. Otro de los fines que plantean es presionar a nivel normativo/legislativo con el objetivo de que los toros y vaquillas sean considerados “animales” y, en consecuencia, amparados por la ley 11/2003 de 24 de noviembre sobre la Ley de protección de los animales de Andalucía.
6. Todos aquellos que sirvan para salvaguardar la diversidad biológica de la comunidad.
7. Presionar para la creación de una ley de protección de los espacios limítrofes con las reservas naturales, terrestres y marinas, contra la invasión urbanística.
Incluyen en estos fines, todos los que sus miembros crean necesarios para desarrollar la labor del Colectivo.

## Logros
- CACMA fue pionero en Andalucía en la declaración de municipios libres de circos y atracciones con animales, como por ejemplo Castilleja del Campo, Priego de Córdoba, Benalmádena, Málaga, Puebla de Guzmán o Huelva, campaña ésta en la que sigue trabajando.
- Ha llevado adelante denuncias por malos tratos a animales.
- La denuncia que más trascendencia ha tenido junto a la del caso de Parque Animal de Torremolinos, es la realizada por la suelta de vaquillas en el municipio de Alhaurín el Grande, donde un grupo de incontrolados mataron a una de ellas de una paliza. Tal fue su repercusión, que la misma comisión de medio ambiente del Parlamento Europeo, solicitó explicaciones de lo sucedido al gobierno de la nación.
- La manifestación realizada en Málaga por la Abolición de la tauromaquia, tuvo tal repercusión mediática, que el Colectivo fue plana en el diario TIMES.
- En una de las manifestaciones por la abolición de la tauromaquia en Sevilla que organizó CACMA también se hicieron eco medios holandeses.
- La aprobación total o parcial en varios municipios de un modelo de Ordenanza municipal de tenencia de animales elaborado por el propio Colectivo, siendo Málaga y Huelva las que disponen de las Ordenanzas más completas.
- El Colectivo estuvo presente en el Parlamento de Cataluña, en representación del movimiento abolicionista andaluz, en el exitoso proceso que concluyó con la abolición de tauromaquia en dicha comunidad.

## Actividades
- CACMA fue pionero en comenzar manifestaciones, concentraciones y protestas por la Abolición de la tauromaquia en Andalucía, en el año 2007.
- Han realizado más de un centenar de concentraciones desde entonces, ante circos, contra la experimentación animal, contra la caza de crías de focas en Canadá, ante circos, pidiendo la reforma del código penal en lo concerniente al maltrato animal, y varios años consecutivos realizaron una coordinada en toda Andalucía, a la misma hora y misma fecha, delante de los Ayuntamientos contra el abandono de animales.
- Han colaborado en diversas plataformas y acciones en defensa del medio ambiente, por la protección de Doñana o contra las balsas de Fosfoyesos en Huelva.
- Han puesto multitud de mesas informativas en gran parte de las capitales de provincia andaluzas.
- Han realizado conferencias y charlas de concienciación en colegios, institutos y universidades en Andalucía, así como otras cuantas a nivel nacional e internacional.
- Han denunciado actuaciones de maltrato animal, invasión urbanística, instalación de circos con animales en Andalucía, abandonos de animales, etc.
- Indican los pasos a seguir para la creación de nuevas asociaciones. 
- Orientan sobre la adopción de animales. 
- Campañas de esterilización.
- Creación y presentación para aprobación de nuevas leyes y ordenanzas municipales de defensa animal.
- Trabajan para que cada vez más municipios sean declarados libres de circos y atracciones con animales, tal como han conseguido ya en varios.